# Burn This Disco Out
"Burn This Disco Out" er en sang fra Michael Jacksons album Off the Wall fra 1979. Sangen er den sidste på tracklisten, men er aldrig blevet et særlig stort hit.
| Musik | Spire Denne musikartikel er en spire som bør udbygges. Du er velkommen til at hjælpe Wikipedia ved at udvide den. |